# 지난 지하철
지난 지하철(중국어 간체자: 济南地铁, 정체자: 濟南地鐵)은 중화인민공화국 산둥성 지난시의 도시 철도이다.

## 노선
- 지난 지하철 1호선
- 지난 지하철 3호선

## 같이 보기
- 지하철 목록